# Clara Sanchez
Clara Sanchez (Martigues, 20 september 1983) is een Frans voormalig baanwielrenster die in totaal vijf medailles won op de WK, twee op de EK en tweemaal deelnam aan de Olympische Zomerspelen.

## Carrière
Als achttienjarige won de Française een gouden medaille op de sprint bij de WK voor junioren die dat jaar in de Verenigde Staten plaatsvonden. In het jaar daarna won ze voor het eerst medailles op de Franse kampioenschappen baanwielrennen en de WK bij de elite. Op dit wereldkampioenschap, dat werd gehouden in Kopenhagen, won ze zilver op de keirin. Dit was de start van een succesvolle carrière op inter- en nationaal vlak. Op nationaal gebied won ze vijftien gouden medailles, waarvan tien bij de sprint. In 2004 en 2005 won ze goud op de keirin bij de WK. Nadien won ze nog tweemaal zilver en eenmaal brons op de WK. In 2010 zegevierde ze op de EK bij de teamsprint, die reed ze samen met Sandie Clair.
Naast haar deelnames aan EK's en WK's was Sanchez ook tweemaal actief bij de Olympische Zomerspelen. Bij haar eerste deelname, in 2008, werd ze vijfde bij de sprint. Vier jaar later werd ze vierde op de keirin en moest ze het doen met een veertiende plaats op het omnium.
In 2013 beëindigde ze haar professionele carrière nadat ze zo'n elf jaar actief was op het hoogste toneel. Voor de Olympische Zomerspelen 2016 trainde ze samen met Herman Terryn de ploeg die in Rio de Janeiro zou deelnemen. Vier maanden voor de volgende Spelen in Tokio werd ze uit de begeleidingsploeg geplaatst.

## Palmares
| Jaar        | FK                                               | EK                                 | WK                                     | Overige                                 |
| Als juniore | Als juniore                                      | Als juniore                        | Als juniore                            | Als juniore                             |
| ----------- | ------------------------------------------------ | ---------------------------------- | -------------------------------------- | --------------------------------------- |
| 2001        |                                                  |                                    | sprint · 500m tijdrit                  |                                         |
| Als belofte |                                                  |                                    |                                        |                                         |
| 2002        |                                                  | sprint                             |                                        |                                         |
| 2003        |                                                  |                                    |                                        |                                         |
| 2004        |                                                  | keirin · sprint · 500m tijdrit     |                                        |                                         |
| 2005        |                                                  | 500m tijdrit · keirin · sprint     |                                        |                                         |
| Als elite   |                                                  |                                    |                                        |                                         |
| 2002        | 500m tijdrit · sprint                            |                                    | keirin                                 |                                         |
| 2003        | 500m tijdrit · sprint                            |                                    | 4e keirin 12e 500m tijdrit 16e sprint  |                                         |
| 2004        | 500m tijdrit · sprint                            |                                    | keirin · 12e 500m tijdrit · 16e sprint |                                         |
| 2005        | sprint · 500m tijdrit                            |                                    | keirin · 9e sprint · 11e 500m tijdrit  |                                         |
| 2006        | 500m tijdrit · sprint                            |                                    | keirin · 4e sprint                     |                                         |
| 2007        | sprint · 500m tijdrit                            |                                    | 8e sprint                              |                                         |
| 2008        | sprint · 500m tijdrit                            |                                    | 4e keirin 6e sprint                    | Olympische Spelen: 5e sprint            |
| 2009        | sprint · 500m tijdrit                            |                                    | keirin · 4e teamsprint · 10e sprint    |                                         |
| 2010        | scratch · sprint · 500m tijdrit                  | teamsprint · 6e keirin · 8e sprint | 5e teamsprint 6e keirin 10e sprint     |                                         |
| 2011        | scratch · sprint · 500m tijdrit · 6e puntenkoers | keirin · 4e sprint                 | keirin · 4e teamsprint                 |                                         |
| 2012        | sprint · 4e 500m tijdrit · 4e keirin             |                                    | 5e keirin 5e teamsprint                | Olympische Spelen: 4e keirin 14e omnium |
| 2013        | keirin · 4e sprint                               |                                    |                                        |                                         |